# 瑟爾馬什鄉
46°53′N 25°28′E / 46.883°N 25.467°E
瑟爾馬什鄉（羅馬尼亞語：Comuna Sărmaș, Harghita），是羅馬尼亞的鄉份，位於該國中部，由哈爾吉塔縣負責管轄，面積70平方公里，海拔高度692米，2007年人口4,120，人口密度每平方公里59人。